# Paratemnoides pallidus
Paratemnoides pallidus är en spindeldjursart som först beskrevs av Luigi Balzan 1892.  Paratemnoides pallidus ingår i släktet Paratemnoides och familjen Atemnidae. Inga underarter finns listade i Catalogue of Life.